# ГЕС Лаваль-де-Сер 1, 2
ГЕС Лаваль-де-Сер 1, 2 (фр. Laval de Cere) – гідроелектростанція у центральній Франції. Входить до каскаду на річці Сер (ліва притока Дордоні, яка в свою чергу є правою притокою Гаронни), що дренує південно-західну сторону основної частини Центрального масиву. При цьому в залежності від шляху надходження ресурсу станція є одночасно четвертим (Лаваль-де-Сер 1) та другим (Лаваль-де-Сер 2) ступенем каскаду.
Перша черга ГЕС, обладнана чотирма турбінами типу Френсіс загальною потужністю 24 МВт, отримує ресурс із водосховища Camps, створеного на Cère нижче за ГЕС Lamativie (третій ступінь спорудженого у 1940-х роках каскаду). Вода подається через дериваційний тунель, який втім забезпечує не надто значний напір біля 100 метрів.
У середині 1960-х додали другу чергу станції. Вона так само спиралась на деривацію із Cère, проте новий тунель проклали від водосховища Nèpes. Дана водойма об’ємом 1,9 млн м3 працює як нижній балансуючий резервуар для ГЕС Сент-Етьєнн-Кантале, а також обслуговує власну малу електростанцію потужністю 3 МВт, яка знаходиться вище за нещодавно згадану ГЕС Lamativie. Започаткований від Nèpes дериваційний тунель на своєму шляху також приймає додатковий ресурс із  Ruisseau-d’Escalmels (ліва притока Cère) та закінчується у водосховищі Candes, створеному на Ruisseau-de-Candes (інша ліва притока Cère). Останнє має площу поверхні 0,16 км2, об’єм 1,8 млн м3 та утримується земляною греблею висотою 45 метрів, довжиною 160 метрів і товщиною від 6 до 140 метрів, на спорудження якої пішло 200 тис м3 матеріалу. При подачі води з цього сховища до машинного залу Лаваль-де-Сер 2 забезпечується напір у 280 метрів. Зал обладнано двома турбінами типу Френсіс по 54 МВт, які разом з Лаваль-де-Сер 1 виробляють 228 млн кВт-год електроенергії на рік.